# Ekaterina Alexandrovskaya
Ekaterina Dmitriyevna Alexandrovskaya (en ruso: Екатерина Дмитриевна Александровская; Moscú, 1 de enero de 2000-Ib., 18 de julio de 2020) fue una patinadora rusa nacionalizada australiana.

## Biografía

### Carrera deportiva
Con su compañero Harley Windsor se coronó campeona del CS Tallinn Trophy en 2017 y ganó la medalla de bronce en el CS Nebelhorn Trophy el mismo año. Obtuvo la misma presea en el CS U.S. Classic en 2018 y ganó el Torneo Nacional Australiano en 2016 y 2018, además de lograr varios trofeos internacionales a nivel juvenil.

### Fallecimiento
El Comité Olímpico Australiano confirmó el fallecimiento de Alexandrovskaya el 18 de julio de 2020 al ser encontrada en las calles de Moscú tras lanzarse o caerse desde una ventana. Se investiga la causa de la muerte como un posible suicidio.